# Serge Gainsbourg (métro de Paris)
Pour les articles homonymes, voir Gainsbourg.
Serge Gainsbourg est une station de la ligne 11 du métro de Paris, située dans la commune des Lilas en Seine-Saint-Denis. Mise en service le 13 juin 2024, elle porte le nom du célèbre artiste français. Il s'agit de la 309e station du métro de Paris.

## Situation
La station Serge Gainsbourg est implantée dans la commune des Lilas sous le boulevard du Général-Leclerc-de-Hautecloque, entre l'entrée du square Henri-Dunant et la sente Giraud. Approximativement orientée selon un axe est-ouest, elle s'intercale entre la station Mairie des Lilas, avant laquelle s'intercale l'emplacement de l'ancien atelier de maintenance des Lilas, et la station Romainville - Carnot. Elle ne dessert donc pas le jardin Serge-Gainsbourg de la porte des Lilas, qui se trouve à 1,5 km à l'ouest.

## Histoire

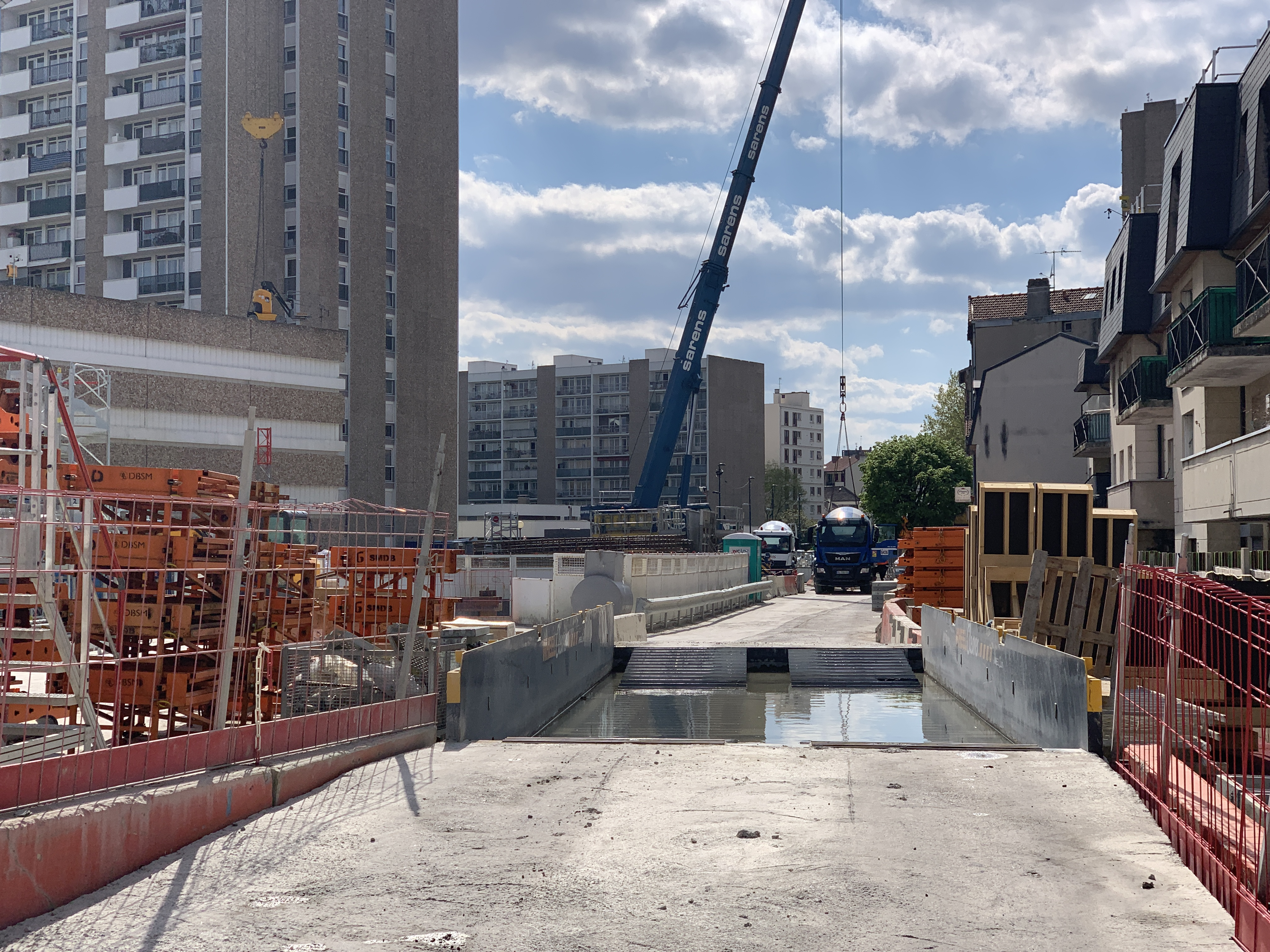
Le chantier en mai 2021.

Le maire de la ville Daniel Guiraud a eu l'accord de Jane Birkin, l'ayant droit et ancienne compagne de Serge Gainsbourg, pour attribuer le nom du chanteur à la station et elle a également suggéré d'y élever une statue en bronze de l'auteur-compositeur du Poinçonneur des Lilas.

La station s'attend à accueillir 15 000 voyageurs par jour et est réalisée en tranchée couverte, en deux parties (nord / sud). Elle a servi aussi de puits de sortie et de démontage du tunnelier qui a creusé le tunnel de la ligne 11.

## Services des voyageurs

### Accès
La station comporte deux accès :
- l'accès no 1 « boulevard du Général Leclerc », sur le domaine du square Henri-Dunant, prend la forme d'un kiosque (petit bâtiment léger) qui concentre l'ensemble des circulations verticales menant à la salle des billets via deux ascenseurs. Il est accompagné d'un escalier fixe et de deux escaliers mécaniques.
- l'accès no 2 « rue de la Liberté » est situé le long du boulevard du Général Leclerc de Hautecloque. Il comporte deux trémies symétriques, pour un escalier fixe et un escalier mécanique

Accès à la station
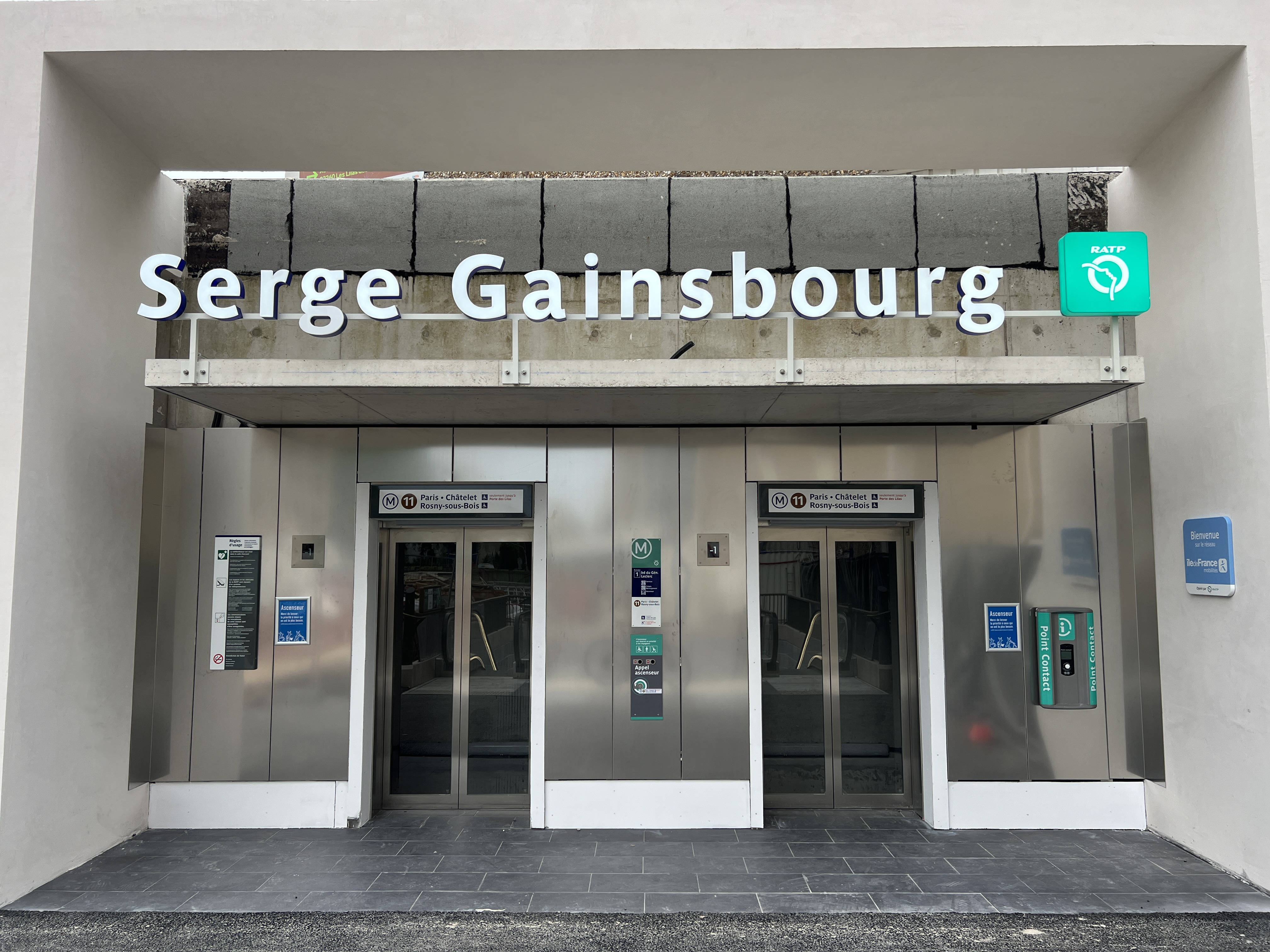
Les ascenseurs de l'accès no 1.
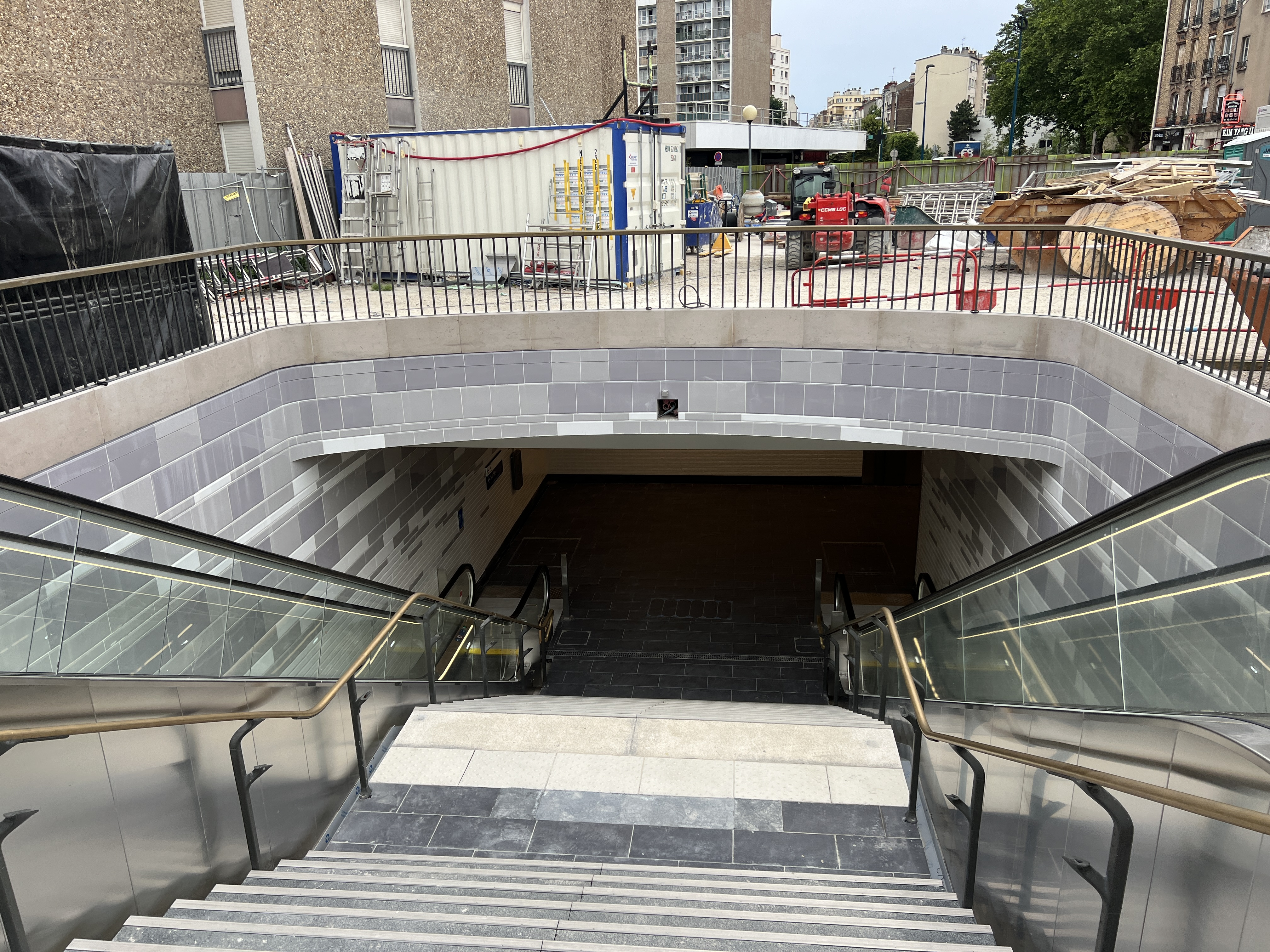
L'accès no 1 « Boulevard du Général Leclerc ».
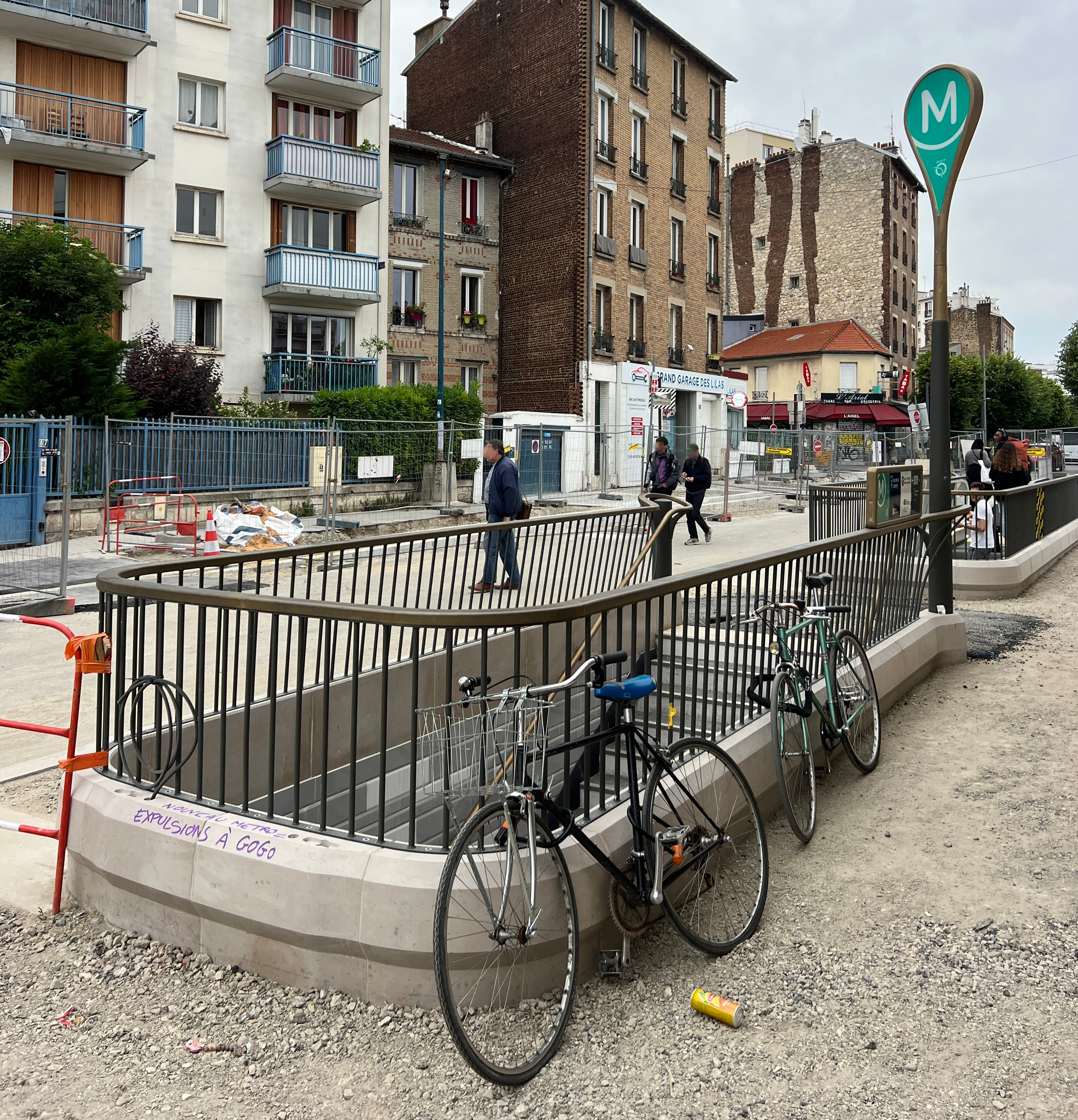
L'accès no 2 « Rue de la Liberté ».

.

### Quais
Serge Gainsbourg est une station de configuration standard : elle possède deux quais séparés par les voies du métro. Ils se trouvent à environ 20 mètres de profondeur.

### Intermodalité
La station est desservie par la ligne 105 du réseau de bus RATP, et la nuit, par les lignes N12 et N23 du réseau Noctilien.

## À proximité
La station permet de desservir le quartier des Sentes, la cité Gagarine, le nord de la commune de Bagnolet ainsi que plusieurs équipements publics, culturels et de loisirs comme la médiathèque Romain-Rolland, les complexes sportifs Colette Besson et Floréal et les lycées Paul Robert et Liberté de Romainville. De plus, la station s'insère dans le plan de requalification de la cité Henri-Dunant et du centre-ville des Lilas.

## Controverse sur le nom
Le 26 novembre 2023 paraît une pétition réclamant que soit changé le nom de cette future station,,. Les signataires y évoquent « les violences envers les femmes et les tendances pédocriminelles, voire incestueuses » du chanteur, qui sont, selon eux, « de notoriété publique », et se disent « révoltés que sa personne soit mise à l'honneur dans le métro de Paris ». Selon un article de France 3 du 13 décembre 2023, la municipalité des Lilas a invité l'initiatrice de la pétition à une rencontre, qu'elle a acceptée.
Le 19 janvier 2024, le maire des Lilas et son adjointe déléguée à l'Égalité ont reçu trois pétitionnaires. Selon ces dernières, aucune décision n'a été prise au cours de cette réunion, la mairie avançant que le coût d'un tel changement serait de l'ordre de 900 000 à 1 million d'euros, et se refusant à le prendre en charge. Les deux élus ont cependant affirmé aux militantes, toujours selon elles, qu'ils allaient « réfléchir sur un certain nombre de points ».
En février 2024, l'élue écologiste Raphaëlle Rémy-Leleu rapporte l'affaire au Conseil de Paris, indiquant que « choisir d'honorer les femmes et de reconnaître les victimes impose d'arrêter de valoriser les agresseurs », et demande à la mairie de faire pression sur l'opérateur du métro parisien, afin qu'il revienne sur son choix de baptiser une station de métro du nom du chanteur controversé. En réponse à cette demande, Karen Taïeb, adjointe à la maire de Paris chargée du patrimoine, rappelle qu'un musée Gainsbourg et un jardin portant le nom de l'artiste existent déjà à Paris : « Je n'ai pas envie d'aller plus loin », a-t-elle déclaré.